# Gjul Variboba
Gjul Variboba (Mbuzati, província de Cosenza, Calàbria 1724-1788) fou un capellà considerat el primer poeta italià arbëreshë, considerat un dels més destacats poetes en llengua albanesa.
Estudià al seminari de San Benedetto Ullano per a capellà ortodox, però finalment es passà al ritual catòlic. Va compondre Ghiella e Santa Mëriis Virghierr (Vida de la Santíssima Verge, 1762), únic llibre arbërësh imprès en el segle xviii.